# پوشش گیاهی بایر

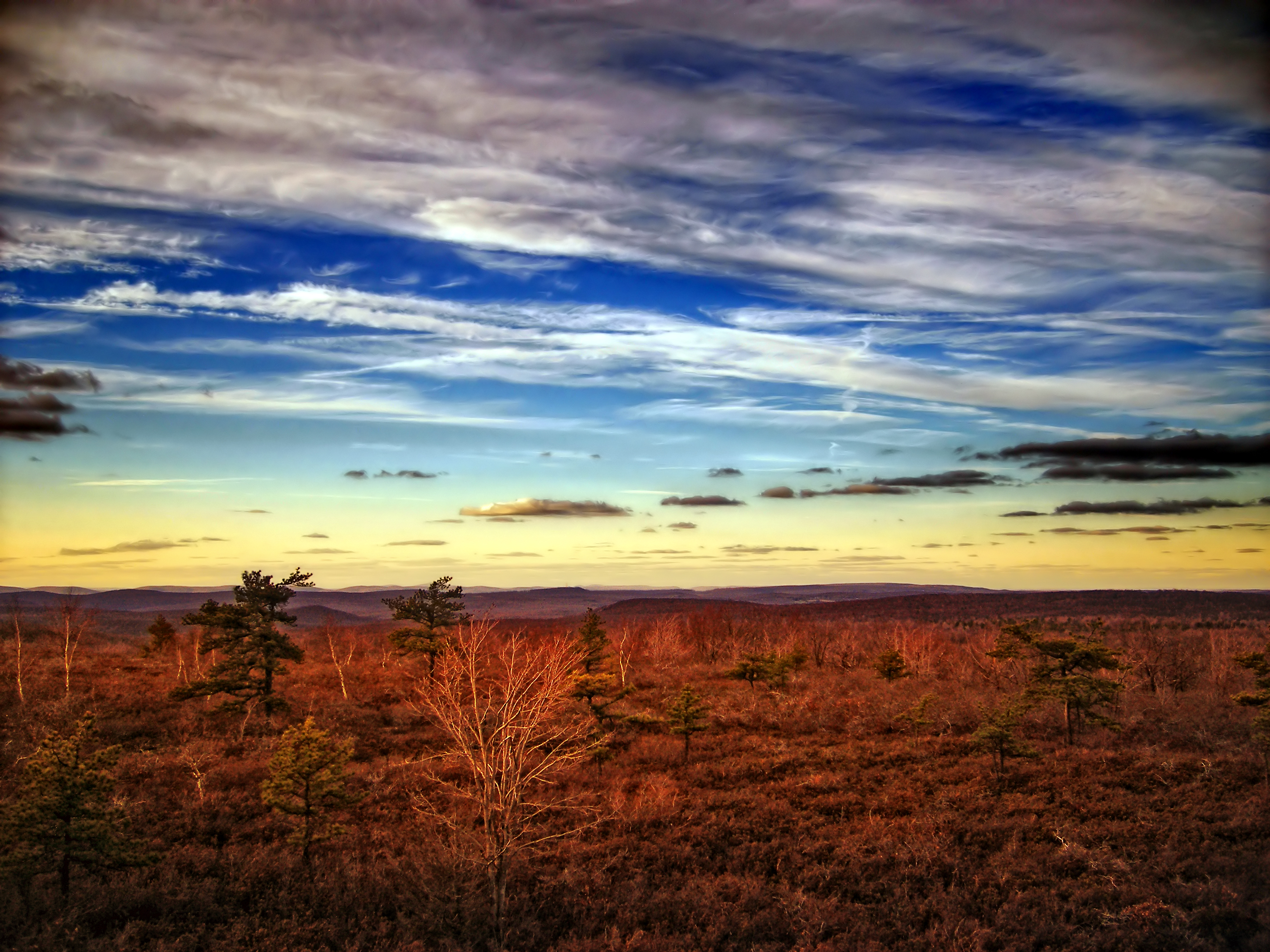
گیاه‌پوش بایر در شهرستان لوزرن، پنسیلوانیا، ایالات‌متحده در آوریل ۲۰۰۸.

گیاه‌پوش بایر (به انگلیسی: Barren vegetation)، منطقه‌ای از زمین را توصیف می‌کند که رشد گیاه ممکن است کم، کند، یا دارای تنوع زیستی محدودی باشد. شرایط محیطی مانند خاک سمی یا غیرحاصلخیز، بادهای شدید، نمک‌پاشی ساحلی (Sea spray) و شرایط آب و هوایی، اغلب عوامل کلیدی در رشد و نمو ضعیف گیاهان هستند. گیاه‌پوش بایر را می‌توان بسته به اقلیم، زمین‌شناسی و موقعیت جغرافیایی یک منطقه خاص دسته‌بندی کرد.
بایرهای کاج (Pine barrens)، بایرهای ساحل و بایرهای سرپانتین، برخی از مناطق بوم‌گردی متمایزتر برای گیاه‌پوش بایر هستند و معمولاً توسط دانشمندان مورد تحقیق قرار می‌گیرند. مناطق بایر که اغلب به‌عنوان «خلنگ‌زار» شناخته می‌شوند، می‌توانند محیط‌های عالی برای تنوع زیستی منحصر به فرد و ترکیبات طبقه‌بندی شوند.

## بایرهای سرپانتین

### تنوع زیستی
زیستگاه‌های بایر سرپانتین شامل علفزارها، بیشه‌زارهای کالیفرنیا و درختزارها برخی از مناطقی است که پوشش گیاهی بسیار کم دارند. مناطق کم‌پوشش گیاهی اغلب با گونه‌های گیاهی علفی یک‌ساله و چندساله مشخص می‌شوند. گیاگان سرپانتین‌ها در سطح جهانی به دلیل سطح بالای تنوع بیولوژیکی آن که شامل بیش از ۱۶۰۰ گونه گیاهی است که در نواحی سرپانتین شرقی ایالات‌متحده یافت می‌شود، به رسمیت شناخته شده است، به‌طوری که ۲۰۰۰ گونه به‌عنوان بومی برای خاک‌های غنی از سرپانتین درنظر گرفته می‌شوند.

### زمین‌شناسی
بایرهای سرپانتین به‌دلیل خاک غنی از سرپانتین که توسط هوازدگی هیدراتاسیون و دگرگونی سنگ‌های آذرین فرامافیک تولید می‌شوند، متمایز هستند. بایرهای سرپانتین اغلب به‌عنوان محیط‌های پراسترس با دسترسی کم‌آب و مواد مغذی مشخص می‌شوند. این مناطق اغلب در مواد مغذی اساسی مانند نیتروژن و فسفر تهی می‌شوند. خاک اغلب کم عمق است و به دلیل غلظت بالای فلزات سنگین مانند نیکل، کبالت و کروم می‌تواند سمی باشد. به‌عنوان یک نتیجه از شرایط سخت و خواص خاک‌شناسی زراعی منحصر به فرد ارائه شده توسط بایرهای سرپانتین، این محیط‌ها از جوامع گیاهی مقاوم به تنش حمایت می‌کنند که با گونه‌های گیاهی مشخص و محلی مشخص می‌شوند.

## بایرهای کاج

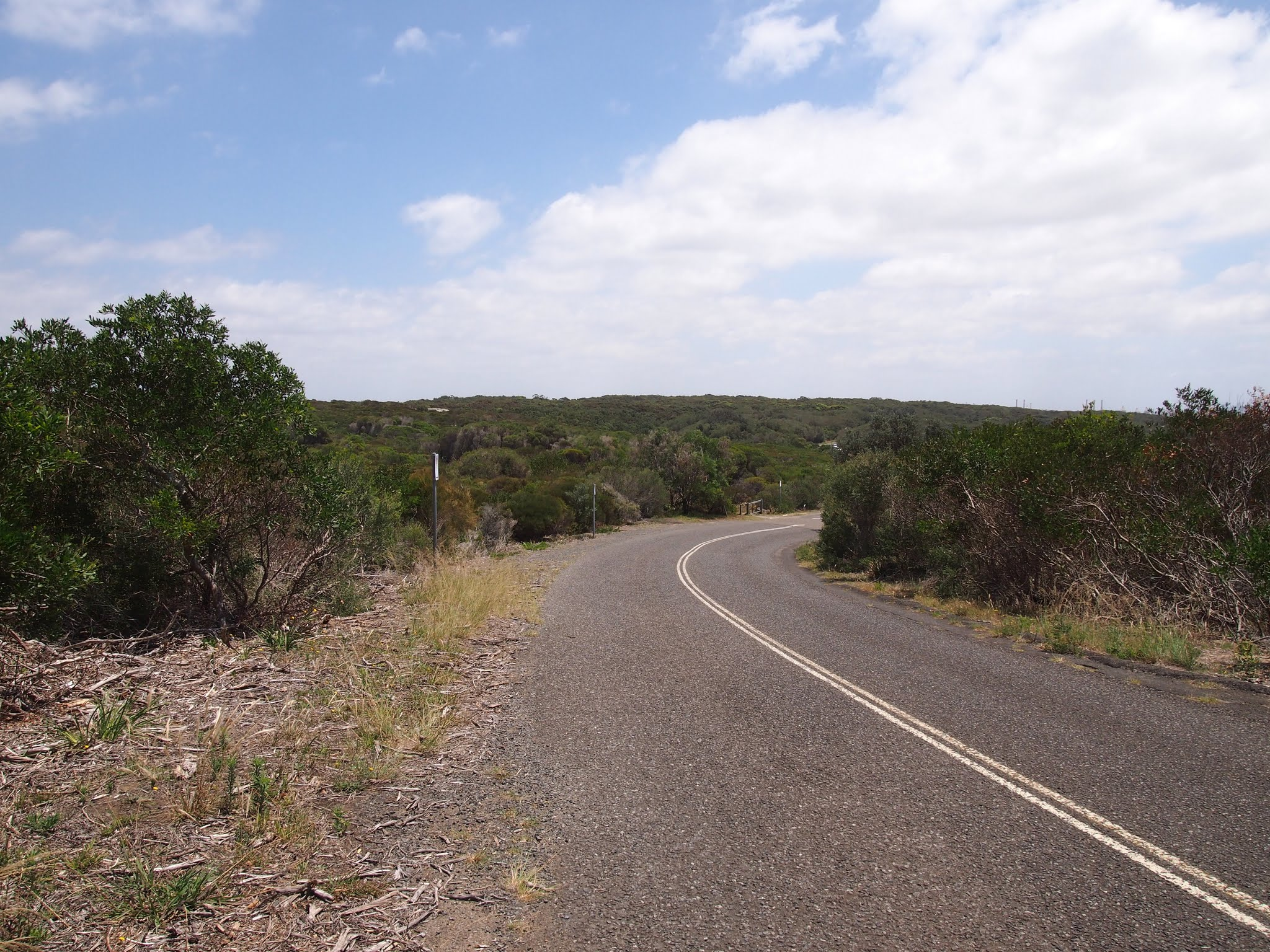
منطقه خلنگ‌زار در پارک ملی خلیج بوتانی (Kamay Botany Bay National Park)، سیدنی، استرالیا

بایرهای کاج شامل ۵۵۰۰۰۰ هکتار از یک منطقه جنگلی انبوه از دشت ساحلی است و حداقل ۸۵۰ گونه حیات گیاهی را در خود جای داده است، از جمله بسیاری از آنها در معرض خطر یا تهدید هستند.
بایرهای کاج عمدتاً بر روی ریگ و شن‌های دانه‌بندی نشده، اسیدی، متوسط تا درشت تشکیل می‌شوند. خاک‌های بالغ را پودزول واقعی و سیلیسی و بسیار نفوذپذیر می‌دانند. ظرفیت نگهداری رطوبت کم و وضعیت مواد مغذی خاک نرخ رشد پوشش گیاهی پایینی را در بسیاری از بایرهای کاج ایجاد می‌کند.

## بایرهای ساحل
بایرهای ساحل  با پوشش گیاهی کوتاه، پوشش درختی کم، سنگ بستر در معرض و حوضچه‌های باتلاقی مشخص می‌شوند. اغلب، بایرهای ساحل شرایط آب و هوایی استرس‌زا را نشان می‌دهند و در معرض شرایط مداوم باد و نمک‌پاشی هستند.
بایرهای ساحل معمولاً میزبان جوامع بوته‌ای کم رشد با پوشش درختی پراکنده هستند و غالباً گونه‌های خلنگیان مانند هاکلبری سیاه (Gaylussacia baccata) و زغال‌اخته کم‌بوته (Vaccinium angustifolium) بر آنها غالب است. بایرهای ساحل اقیانوس اطلس کانادا میزبان انواع گونه‌های آرایه‌بندی مانند گلسنگ‌های ماکرو، خزه‌ها و گیاهان آوندی هستند. مطالعات ۱۷۳ گونه مختلف را در مناطق بایرهای ساحل استان نوا اسکوشیا ثبت کرده است. این تعداد شامل ۱۰۵ گیاه آوندی، ۴۱ گلسنگ ماکرو و ۲۷ گونه خزه با شش گونه آوندی نادر استانی بود که عمدتاً در مناطق نزدیک ساحل که حاوی سطوح بالایی از نمک بستر و مواد مغذی، عمق متغیر بستر و پوشش گیاهی کوتاه بودند، یافت شدند.
در سیدنی، استرالیا، مناطق ساحلی عمدتاً توسط درختچه مالی یا درختان اکالیپتوس، و پوشش گیاهی خشکی مانند Allocasuarina distyla، سیب کوتوله، Banksia ericifolia و Grevillea oleoides، در میان گونه‌های دیگر، معمولاً در یک خاک خشک و ماسه‌سنگ نسبتاً خشک‌تر ساحلی، غالب است. این گونه پوشش گیاهی منحصربه‌فرد در نیو ساوت ولز، از گاسفورد تا پارک ملی سلطنتی، با مناطق دورافتاده جنوبی در مناطق بایر (Barren Grounds) و خلیج جرویس (Jervis Bay) یافت می‌شود.

## مناطق آب و هوایی

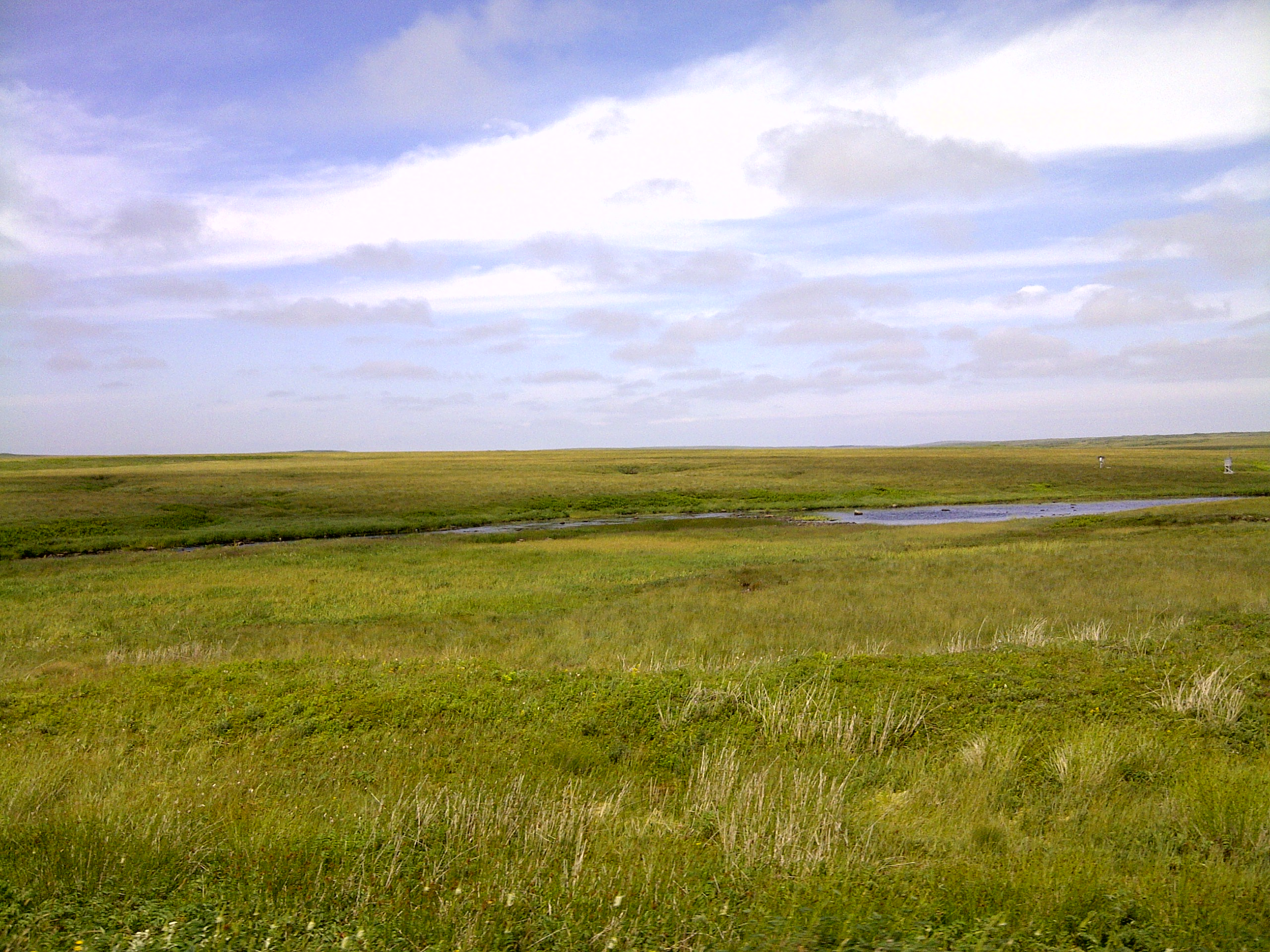
شبه جزیره آوالون، نیوفاندلند، کانادا، آگوست ۲۰۱۲

اگرچه زمین‌های بایر عموماً در نواحی مرتبط با آب‌وهوای خشک، نیمه‌خشک، قطبی و توندرا قرار دارند، اما می‌توان آن‌ها را به‌طور گسترده در آب‌وهوای معتدل‌تر، معتدل یا مرطوب‌تر نیز یافت، مانند:
- بایرهای باک کریک سرپنتاین در کارولینای شمالی در ده سال گذشته حدود ۱۷۷۰ میلی‌متر بارندگی داشته است.[۹]
- بایر سرپانتین ناتینگهام بسیار مرطوب است و دمای متوسط آن ۱۱ درجه سانتی‌گراد است. در اینجا، میانگین بارندگی ۱۲۰۰ میلی‌متر است و به‌طور مساوی در طول سال پخش می‌شود.[۱۰]
- منطقه دیگری از گیاه‌پوش بایر در رشته‌کوه آپالاش قرار دارد. در ارتفاعات کم بخش شمالی این رشته کوه، میزان بارندگی سالانه کمی کمتر از قله‌های مرتفع آپالاشی جنوبی است. در این مکان، بارندگی بیشتر به‌صورت باران است تا برف و همچنین بارندگی بیشتر در تابستان رخ می‌دهد[۱۱]
- منطقه زیست‌محیطی معروف به کاج بایرها در بسیاری از شمال‌شرقی ایالات‌متحده، عمدتاً در ایالت نیوجرسی گسترش یافته است.
- در امتداد سواحل اقیانوس اطلس نوا اسکوشیا و شمال‌شرقی ایالات‌متحده، تکه‌هایی از بایرهای ساحل بدون جنگل وجود دارد که در سراسر مناطقی وجود دارد که حاوی سنگ بستر یا پوشش کم خاک در یک چشم‌انداز جنگلی است.[۷] بایرهای وسیع‌تری را می‌توان در بیشتر نواحی نیوفاندلند و لابرادور و بیشتر در شمال سرزمین اصلی کانادا یافت.
- در سال ۱۸۱۹، در طول استعمار اولیه استرالیا در اروپا، شکل زمین سیدنی توسط کاشف انگلیسی ویلیام ونتورث به‌عنوان «بسیار بایر، ماسه گرسنه فقیر، پر از سنگ‌ها» توصیف شد.[۱۲] علاوه بر این، دشت‌های آدلاید (Adelaide Plains)، منطقه ای با اقلیم مدیترانه‌ای، توسط مهاجران اولیه به عنوان «بایر» توصیف شد.[۱۳]
- بیشه‌های آهکی (Calcareous glade) گاهی بایر توصیف می‌شوند. آنها روی دولومیت و سنگ آهک در آب و هوای مرطوب وجود دارند.[۱۴]

## روابط انسان‌زاد
فعل و انفعالات انسان‌زاد در طول سال‌ها برای کمک به تغییر و هدایت پوشش گیاهی در شرق ایالات‌متحده استفاده شده است. به این معنی که اعمال انسان در اینکه چه نوع پوشش گیاهی در برخی مکان‌ها رشد می‌کند، نقش دارد. این شامل مواردی مانند آتش‌افروزی و اطفاء آتش، چرا، قطع درختان و پاکسازی کشاورزی است. تحقیقات انجام شده و شواهد حکایتی نشان داده است که ساختارها و ترکیب پوشش گیاهی در بایرهای سرپانتین شرقی نیز ممکن است تحت تأثیر رژیم‌های آشفتگی محلی مرتبط با این رویدادها و همچنین معدن‌کاری قرار گرفته باشد
گرم‌دشت‌ها و بایرها بوم‌سازگانی هستند که در آمریکای شمالی نادر هستند. این تا حدی به‌دلیل تأثیرات انسانی، مانند کشاورزی، شهرنشینی و تغییر رژیم‌های آتش‌سوزی (Fire regime) طبیعی است. در طول ۵۰ سال گذشته، مساحت دهانه‌های شبه‌گرم‌دشت‌ها و درختزارهای کاج به‌طور مداوم در طول سال‌ها کاهش یافته است، تمایلی برخلاف جنگل‌های چوب‌سخت. این تغییرات در ساختار پوشش گیاهی همراه با ترکیب، تا حدی ناشی از تغییرات انسانی در رژیم آتش‌سوزی است. به دنبال سوزاندن پوشش گیاهی، مواد غیرآلی در بوم‌سازگان آزاد می‌شود که ناشی از احتراق زیست‌توده گیاهان و در نتیجه آزاد شدن مواد مغذی است. تصور می‌شود که این آزاد شدن عناصر غذایی پس از وقوع، دلیلی برای افزایش بهره‌وری گیاه باشد.

## توزیع جهانی و جغرافیا
مناطقی در سطح زمین که در آن خاک‌ها بر بوم‌سازگان با پوشش گیاهی اندک یا بدون پوشش غالب هستند، اغلب به عنوان «بایر» شناخته می‌شوند. این مکان‌ها مناطقی مانند بیابان‌ها، مناطق قطبی، مناطق کوهسار و مناطق عقب‌نشینی یخچال‌ها هستند. برای مناطق بایر که در رشته کوه‌ها قرار دارند، اغلب به آنها «منطقه زیرنیوال» می‌گویند و در ارتفاعات بین حد بالایی منطقه پوشش گیاهی و حد پایینی منطقه پوشیده از یخ یافت می‌شوند. در چند سال گذشته به دلیل عقب‌نشینی یخچال‌های طبیعی در ارتفاعات بالا و کلاهک‌های یخی، مناطق نیمه‌کوهی در مکان‌هایی مانند رشته کوه‌های راکی، آند و هیمالیا بسیار افزایش یافته است.
یک منطقه برای مطالعه، بایر سرپانتین ناتینگهام است که ۲۰۰ هکتار در جنوب چستر کانتری، پنسیلوانیا در مرز پنسیلوانیا-مریلند را پوشش می‌دهد. علفزار معمولی سرپانتین یا مرغزار یا گرم‌دشت است. این خاک‌ها عمیق هستند و از سنگ بستر سرپانتین به دست می‌آیند. این سری از خاک‌ها دارای زهکشی خوب و همچنین شیب متوسطی هستند. با این کار، این مکان‌های خاص تحت نیروهای فرسایش سنگین قرار گرفته‌اند و عمقی تا بستر اصلی خود در فاصله ۱۵ تا ۷۵ سانتی‌متری دارند. در اینجا، نفوذپذیری کم نیز وجود دارد که دسترسی گیاهان به آب را دشوار می‌کند و بنابراین جمع‌آوری رطوبت را دشوار می‌کند.
میانگین ارتفاع و محدوده ارتفاع، هم مناطق گیاه‌پوش و هم گونه‌های منفرد باید با افزایش عرض جغرافیایی تعریف شوند. برای نمونه، در آپالاش جنوبی، رخنمون‌های مرتفع، شیب‌های ترکیب تابعی از ارتفاع، تابش خورشیدی بالقوه، یک گرادیان جغرافیایی است که با تفاوت‌های زمین‌شناسی گسترده (سنگ‌های مافیک به شمال‌غربی در مقابل سنگ‌های فلسیکی در جهت جنوب‌غربی) و زمین‌ریخت‌شناسی سطحی مطابقت دارد. (سطوح سنگ‌بستر که در جنوب‌شرقی کمتر شکسته می‌شود).